# Guglielmo Visocchi
Guglielmo Visocchi (Atina, 1º maggio 1900 – 2 febbraio 1959) è stato un politico italiano, deputato all'Assemblea Costituente.

## Biografia
Laureato in ingegneria, era esponente del Partito Liberale Italiano.
Nel 1946 viene eletto all'Assemblea Costituente per il Collegio XX (Roma), nelle liste dell'Unione Democratica Nazionale che il Partito Liberale Italiano aveva contribuito a creare.
Il 10 dicembre 1946 però, dopo meno di sei mesi, la sua elezione viene annullata per conflitto di interessi, poiché Visocchi, essendo concessionario di grandi derivazioni di acque pubbliche e di una miniera, rientrava nella categoria dei soggetti «vincolati con lo Stato per concessioni o contratti di opere o di somministrazioni» (ipotesi di ineleggibilità prevista dalla legge elettorale, art. 11, d.lgt. 10 marzo 1946, n. 74): la Giunta per le elezioni annullò quindi la sua elezione all'unanimità (decisione poi confermata dall'aula), e al suo posto subentrò Dante Veroni.